# Спасский, Иван Георгиевич
Ива́н Гео́ргиевич Спа́сский (1904—1990) — советский учёный-историк, ведущий специалист по русской нумизматике, главный хранитель Отдела нумизматики Государственного Эрмитажа, основоположник советской (отечественной) (российской, через своих учеников — также украинской и белорусской) научной нумизматической школы. Младший брат украинского учёного-этнолога, искусствоведа и музейщика Е. Ю. Спасской.

## Биография
Родился 24 февраля (8 марта) 1904 года в Нежине Черниговской губернии в семье настоятеля нежинского Николаевского собора протоиерея Георгия (Юрия) Спасского.
В 1914 году поступил в нежинскую классическую гимназию при Историко-филологическом институте, в 1921 году — в Нежинский институт народного образования. После его окончания в 1925 году от учёного совета института получил направление в Ленинградский университет. В 1928 году окончил Институт языковедения и истории материальной культуры при ЛГУ, где подготовил к защите дипломную работу о народных украинских монетовидных украшениях — дукачах. Однако работа осталась незащищенной и была опубликована только в начале 1970-х гг. После окончания учёбы в ЛГУ вернулся в Нежин, где принял участие в создании Нежинского окружного музея, став первым его заведующим (формально музей был открыт за 3 месяца до окончания И. Г. Спасским университета, и он был назначен его директором ещё будучи студентом).
В 1930 году перешёл на работу в Харьковский археологический институт, старшим научным сотрудником. Участвовал в археологических экспедициях, а также в археологической разведке в зоне строительства ДнепроГЭС. В 1932 году был приглашён на работу в Ленинград, в отдел нумизматики Государственного Эрмитажа заведующим секцией медалей.
В январе 1934 года был арестован и обвинён в принадлежности к несуществующей Русской национальной партии; осуждён и сослан на поселение в Казахстан. Основанием для осуждения, по словам дочери Ивана Спасского Лады Вуич, было в том числе то, что Спасский готовил в Харьковском историко-художественном музее экспозицию средневекового украинского оружия; суд счёл, что на самом деле это была попытка вооружить местное фашистское подполье (средневековыми казацкими саблями и палашами (sic!)). В том же 1934 году Нежинский окружной музей был закрыт указом наркома образования Украинской ССР как «националистический», а его экспозиция фактически уничтожена.
Был освобождён в 1938 году, но вернуться на прежнюю работу, как судимый по политической статье, не мог. Поэтому некоторое время работал театральным художником в Череповце.
С первых дней Великой Отечественной войны воевал рядовым в Карелии; был ранен, награждён медалями.
В 1946 году вернулся в Ленинград, где при поддержке директора Эрмитажа И. А. Орбели снова был принят на работу в отдел нумизматики, а вскоре занял пост его главного хранителя. Занимался послевоенным восстановлением и расширением нумизматической коллекции Эрмитажа, вёл с ней активную научно-исследовательскую работу. В 1947 году защитил кандидатскую диссертацию, а в 1962 году — докторскую.
В 1956 году «дело Спасского» было пересмотрено судом и он был полностью реабилитирован.
В 1964 году, к 60-летнему юбилею, был награждён орденом Трудового Красного Знамени. В 1974 году в честь 70-летия Спасского была выпущена памятная медаль.
И. Г. Спасский опубликовал более сотни научных работ, в том числе такие значительные, как историко-нумизматический очерк «Русская монетная система» (впервые издан в 1957 году, впоследствии расширен и дополнен, классическое четвёртое издание — 1970 год), «Талеры в русском денежном обращении 1654—1659 годов» (1960), «Иностранные и русские ордена до 1917 года» (1963), «Тысячелетие древнейших монет России. Сводный каталог русских монет X—XI веков» (в соавторстве с М. П. Сотниковой, 1983).
Умер в Ленинграде 4 ноября 1990 года. Похоронен на Волковском православном кладбище Санкт-Петербурга.

## Память
11—12 марта 2004 г. состоялись чтения и выставка (совместная с Монетным двором) «Хранитель Эрмитажа», посвященные 100-летию со дня рождения российского (советского) исследователя нумизматики — доктора исторических наук Ивана Георгиевича Спасского (1904—1990).
11—12 ноября 2010 года в Государственном Эрмитаже состоялись научные чтения, посвященные 20-летию со дня смерти И. Г. Спасского.
В 2010 и 2012 годах проводились международные научные конференции — Спасские чтения (1-3 октября 2012 г. — І Спасские чтения, г. Нежин; 26—28 сентября 2012 г. — ІІ Спасские чтения, гг. Нежин и Батурин), названные по имени известных ученых и общественных деятелей — представителей семьи Спасских, в том числе И. Г. Спасского.

## Основные труды
- Спасский И. Г. Русская монетная система: Историко-нумизматический очерк. — М., 1957. — 124 с.
- Спасский И. Г. Русская монетная система: Историко-нумизматический очерк. Пособие для учителя. — 2-е изд. — М.: Учпедгиз, 1960. — 124 с.
- Спасский И. Г. Талеры в русском денежном обращении 1654–1659 годов: Сводный каталог ефимков. — Л.: Изд-во Гос. Эрмитажа, 1960. — 72, [24] с. — 5000 экз.
- Спасский И. Г. Русская монетная система: Историко-нумизматический очерк. — 3-е изд., доп. — Л.: Изд-во Гос. Эрмитажа, 1962. — 224 с.
- Спасский И. Г. По следам одной редкой монеты. — Л.; М.: Советский художник, 1964. — 104 с. (см. Константиновский рубль)
- Спасский И. Г. Русская монетная система: Историко-нумизматический очерк / Худож. П. Калюжный. — 4-е изд., доп. — Л.: Аврора, 1970. — 256 с. — 30 000 экз.
- Спасский И. Г. Русские ефимки: Исследование и каталог / Отв. ред. В. Л. Янин, Н. Н. Покровский. — Новосибирск: Наука, 1988. — 208, [124] с. — 11 000 экз. — ISBN 5-02-029354-7.